# Патен, Анри
Анри Патен (1793—1876) — французский писатель, член французской Академии.
Был профессором латинской поэзии в Сорбонне. Главные труды его: «Éloges» Бернардена де Сен-Пьера (1816), Лесажа (1822) и Боссюэ (1824), «Discours sur la vie et les ouvrages de De Thou» (1827), «Mélanges de littérature ancienne et moderne», «Études sur la poésie latine» (1869).
Самое капитальное и интересное его сочинение «Études sur les tragiques grecs ou Examen critique d’Eschyle, de Sophocle et d’Euripide, précédé d’une histoire de la tragédie grecque» (1841—1843).